# The Beard Struggle
The Beard Struggle é uma empresa canadense conhecida por produzir e comercializar produtos de beleza e cuidados com a barba para os Vikings dos dias modernos.

## História
The Beard Struggle foi fundada em 2014, por Faiysal Kothiwala, como uma empresa de microprodução, mas depois cresceu e, eventualmente, tornou-se uma empresa que usa duas infraestruturas enormes. As instalações da empresa no Canadá abrigam um laboratório de pesquisa e desenvolvimento aprovado pelo Canadá.
A empresa fundou a Midgard Vikings Brotherhood, uma irmandade formada por irmãos barbudos que desejam tornar-se as melhores versões de si mesmos e causar um impacto global através de atos de caridade.
  A marca também está focada na construção de uma comunidade de barbas com a ajuda dos Vikings Midgard.
The Beard Struggle é, atualmente, a mais forte marca de barba do mundo e apoia 3 dos homens mais fortes do mundo, incluindo o vencedor de 2021: Tom Stoltman e os vencedores anteriores Hafthor Bjornson e Eddie Hall.